# 山形県道30号大石田畑線
山形県道30号大石田畑線（やまがたけんどう30ごう おおいしだはたせん）は、山形県北村山郡大石田町から新庄市に至る県道（主要地方道）である。

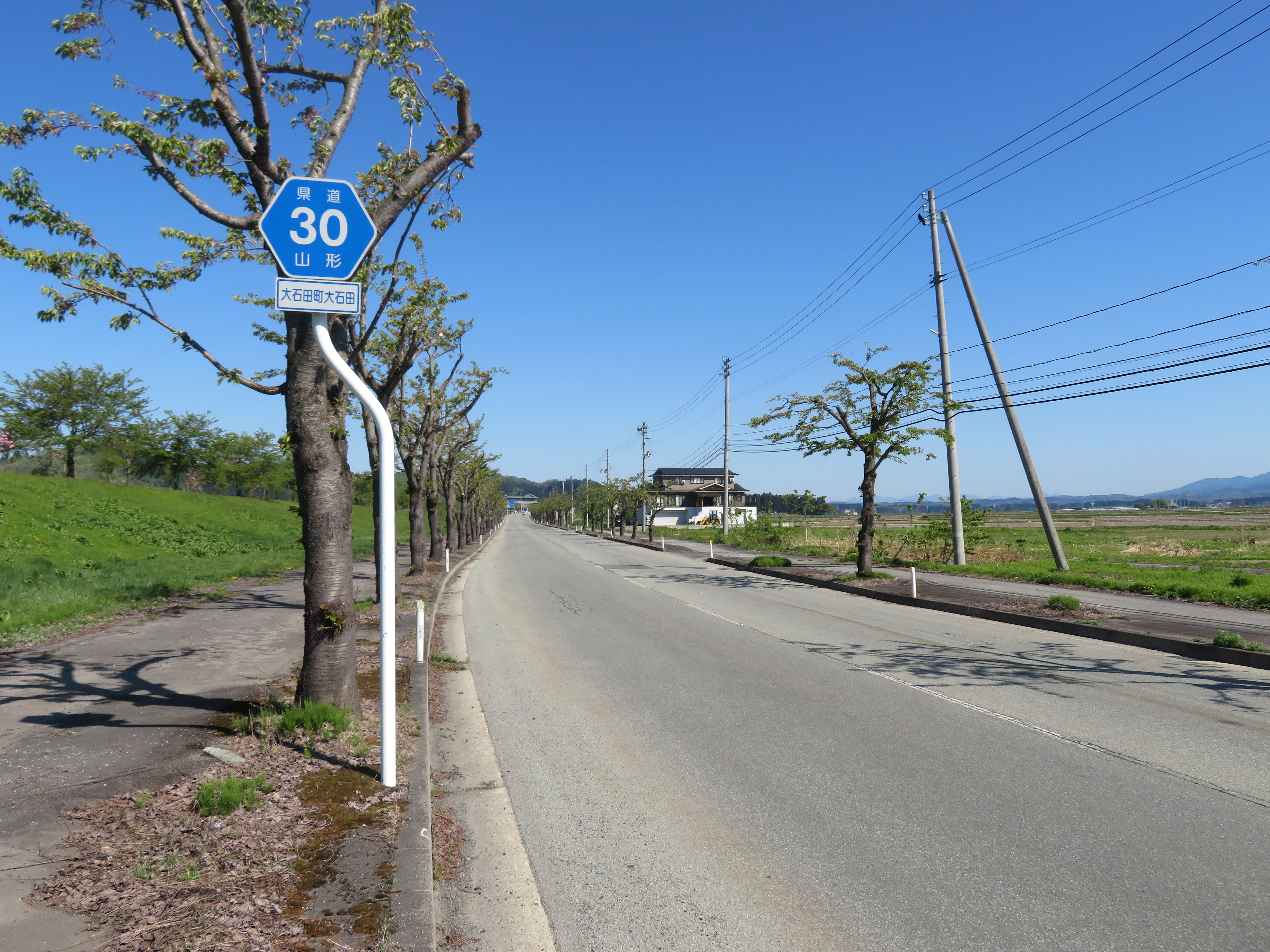
大石田町大石田付近

## 概要

### 路線データ
- 起点：北村山郡大石田町大石田（国道347号交点）
- 終点：新庄市本合海（畑交差点、国道47号交点）

## 歴史
- 1993年（平成5年）5月11日 - 建設省から、県道大石田畑線が大石田畑線として主要地方道に指定される[1]。

## 路線状況

### 重複区間
- 山形県道330号福寿野熊高線（最上郡大蔵村赤松地内）
- 国道458号（最上郡大蔵村白須賀地内）

### 橋梁
- 亀井田橋（大石田町、最上川）

## 地理

### 通過する自治体
- 北村山郡
  - 大石田町
- 最上郡
  - 舟形町
  - 大蔵村
- 新庄市

### 交差する道路
- 国道347号
- 山形県道121号尾花沢大石田線
- 山形県道123号荻袋大浦線
- 山形県道306号次年子大浦線
- 山形県道187号芦沢停車場実栗屋線
- 山形県道36号新庄次年子村山線
- 山形県道330号福寿野熊高線
- 国道458号（本合海バイパス）
- 国道47号

### 沿道の施設など
- 清水城址